# Доброе утро (фильм, 1959)
«Доброе утро» (яп. お早よう охаё:, англ. Good Morning) — японская кинокомедия режиссёра Ясудзиро Одзу, вышедшая на экраны 12 мая 1959 года. Свободный ремейк немого фильма Одзу «Родиться-то я родился…» (1932), а также второй его цветной фильм.

## Сюжет
Фильм рассказывает о буднях нескольких живущих по соседству семей. После того, как обнаруживается пропажа ежемесячных взносов в местный женский клуб, начинают ходить слухи о том, кто же присвоил деньги: глава клуба госпожа Харагути или казначей Тамико Хаяси. В итоге недоразумение выясняется, однако госпожа Харагути продолжает подозревать Тамико в подрыве своей репутации и распространяет о ней нелицеприятные сплетни. Тем временем, сыновья Хаяси, раздосадованные запретом матери смотреть соседский телевизор, принимают обет молчания, что создаёт ряд проблем дома и в школе. Однажды они надолго уходят из дома, заставляя родителей сильно переживать; их находит учитель английского Фукуи, влюблённый в их тётю Сэцуко. Оказавшись дома, ребята вместо наказания находят новенький телевизор и сразу же прекращают свою «забастовку».

## В ролях
- Кэйдзи Сада — Хэйитиро Фукуи
- Ёсико Куга — Сэцуко Арита
- Тисю Рю — Кэйтаро Хаяси
- Кунико Миякэ — Тамико Хаяси, жена Кэйтаро и сестра Сэцуко
- Харуко Сугимура — Кикуэ Харагути
- Кодзи Ситара — Минору Хаяси, старший сын Кэйтаро
- Масахико Симадзу — Исаму Хаяси, младший сын Кэйтаро
- Кёко Идзуми — Мидори Маруяма
- Тоё Такахаси — Сигэ Окубо
- Садако Савамура — Каёко Фукуи
- Эйдзиро Тоно — Томидзава
- Тэруко Нагаока — Тоёко Томидзава
- Тайдзи Тонояма — Отоко из Осиури

## О фильме
50-й фильм Ясудзиро Одзу снимался с января по апрель 1959 года. Хотя он считается ремейком старой ленты режиссёра «Родиться-то я родился…», эти две работы довольно сильно отличаются как по сюжету, так и по настроению. Комедийный элемент в «Добром утре» достигается за счёт эпизодов с участием детей, особенно часто используется невзыскательная шутка с пуканьем. Более серьёзная мысль, которую хотел донести Одзу, нашла отражение в названии фильма: большинство людей серьёзному и откровенному разговору предпочитают болтовню о погоде и других незначительных вещах.
Имеет рейтинг 88% на основе 16 отзывов на сайте Rotten Tomatoes.
Британским институтом кино было выпущено издание двойного формата (DVD + Blu-ray) с включённым в него фильмом «Родиться-то я родился…», для которого также было записано новое музыкальное сопровождение композитора Эда Хьюза.